# Hagryphus
Hagryphus giganteus
Genre
Espèce
Hagryphus est un genre éteint de petits dinosaures à plumes de la famille des Caenagnathidae. Il a vécu en Utah, à la fin du Crétacé supérieur. Le genre est très mal connu car ses restes fossiles sont limités à une main.
La seule espèce rattachée à ce jour est l'espèce type, Hagryphus giganteus. Elle a été décrite en 2005 par Lindsay E. Zanno (d) et Scott D. Sampson (d).

## Étymologie
Le nom générique provient de l'égyptien Ha, nom du dieu du désert occidental, et de la forme latinisée du grec γρύψ (gryps), qui désignait le griffon, animal mythologique tenant de l'oiseau. L'épithète spécifique signifie gigantesque en latin.

## Découverte et description

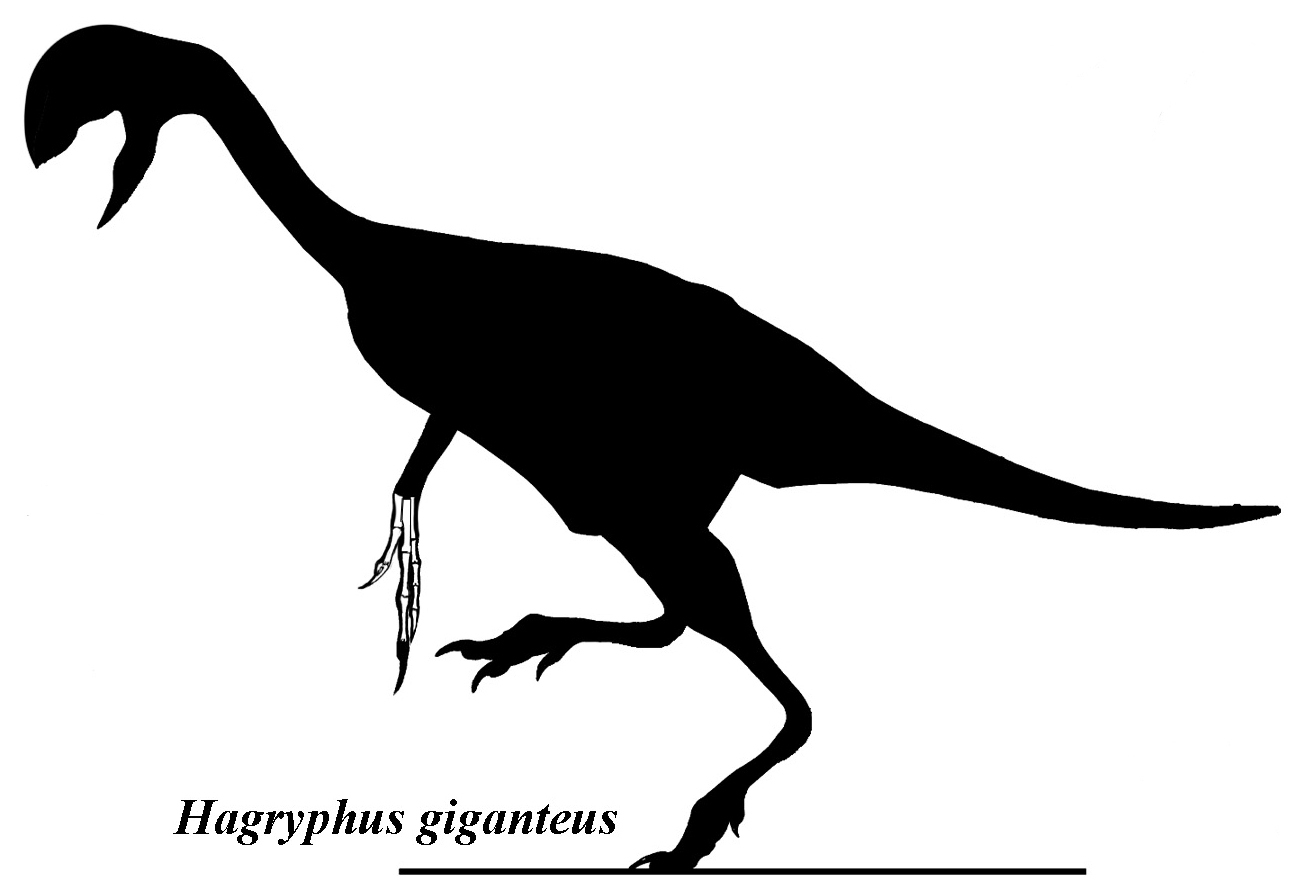
Silhouette dotée de la main découverte.

L'holotype a été découvert en 2002 par Michael Getty dans la formation de Kaiparowits (Campanien supérieur), qui fait partie du Monument national de Grand Staircase-Escalante dans le sud de l'Utah. Cette découverte a été décrite au milieu scientifique en 2003. La datation radiométrique de roches situées légèrement au-dessous du lit du fossile indique que le spécimen est mort il y a 75,95 millions d'années, c'est-à-dire au cours du Campanien. Désigné UMNH VP 12765, le spécimen type fait partie des collections du Musée d'histoire naturelle de l'Utah (en) à Salt Lake City. Il consiste dans une main gauche incomplète mais articulée et la partie distale du radius gauche. Il manque la seconde serre à la main. Le semi-lunaire et le radial du poignet sont préservés. Quelques éléments fragmentaires du pied trouvés près de la main sur le versant ont aussi été catalogués sous le même numéro d'inventaire.

## Taille
Comme l'épithète spécifique l'indique, Hagryphus giganteus était un oviraptorosaure considéré à l'origine par ses inventeurs comme particulièrement grand. Ils l'estimaient à 3 mètres de long, ce qui en faisait potentiellement alors l'un des membres les plus grands du clade des Oviraptorosauria (Barsbold, 1976). Les descripteurs estimaient que la taille de H. giganteus dépassait de 30 à 40 % celle du plus grand oviraptorosaure nord-américain alors connu, Chirostenotes. La main de l'holotype mesure environ un 30 centimètres de long.
Cependant :
- en 2007, Gigantoraptor erlianensis, un caenagnathidé géant, est découvert en de Chine. Il pourrait atteindre 8 mètres de long et un poids de 2 tonnes, en faisant le plus grand oviraptorosaure connu[5] ;
- des estimations postérieures pour Hagryphus ont réduit sa taille : en 2010, Gregory S. Paul en estime la longueur à 2,40 mètres et le poids à 50 kilogrammes[6] ;
- en 2014, Anzu wyliei, un grand caenagnathidé, est découvert aux États-Unis. Il mesure près de 3,50 mètres de long pour un poids estimé entre 200 et 300 kg[7] et devient le plus grand oviraptorosaure d'Amérique du Nord.

## Paléoécologie

### Habitat
Le seul spécimen connu d'Hagryphus a été trouvé dans la formation de Kaiparowits, dans le sud de l'Utah. Selon la méthode argon-argon de datation radiométrique, cette formation s'est déposée il y a 74,0 à 76,1 millions d'années, pendant le Campanien,. Pendant le Crétacé supérieur, le site de la formation de Kaiparowits se trouvait près de la rive occidentale de la voie maritime intérieure de l'Ouest, grande mer intérieure qui séparait l'Amérique du Nord en deux masses continentales : la Laramidia, à l'ouest, et l'Appalachie, à l'est. Le plateau où les dinosaures vivaient étaient une ancienne plaine d'inondation bordée de hautes terres et dominée par de grands chenaux et d'abondants marécages tourbeux, étangs et lacs. Le climat était humide et permettait la vie d'un large éventail d'organismes.
Hagryphus serait donc le plus austral des oviraptorosaures américains connus.

### Paléofaune
Hagryphus partageait son paléoenvironnement avec des théropodes tels que les Dromaeosauridae, le Troodontidae Talos sampsoni, des Ornithomimidae comme Ornithomimus velox, des Tyrannosauridae comme Albertosaurus et Teratophoneus, des Ankylosauria, des Hadrosauridae Parasaurolophus cyrtocristatus et Gryposaurus monumentensis, ainsi que des Ceratopsia Utahceratops gettyi, Nasutoceratops titusi et Kosmoceratops richardsoni. La paléofaune présente dans la formation de Kaiparowits comprend des Chondrichthyes (requins et raies), des grenouilles, des Caudata, des tortues, des Lacertilia et des crocodiliens. Il y avait divers mammifères anciens, dont des Multituberculata, des marsupiaux et des insectivores.

## Phylogénie et classification
En 2003, Zanno et Sampson rangèrent la nouvelle découverte dans la famille des caenagnathidés, mais en 2005, limitèrent la précision de leur classement en la rangeant dans le clade plus général des oviraptorosaures.
Les études phylogéniques postérieures ont replacé Hagryphus dans la famille des caenagnathidés. Les espèces proches d'Hagryphus sont Microvenator celer, Gigantoraptor erlianensis, Epichirostenotes curriei, Anzu wyliei, Caenagnathus collinsi, puis celles regroupées dans la sous-famille des Elmisaurinae.